# Нортланд (регион)
Нортланд (на английски: Northland) е един от 16-те региона на Нова Зеландия. Населението му е 179 100 жители (по приблизителна оценка от юни 2018 г.), а площта 13 789 кв. км. БВП на региона е 3,243 милиарда щ.д., 2% от БВП на Нова Зеландия. През лятото температурите варират между 22 °C и 26 °C, като се случва да надскочат понякога и 30 °C. През зимата, максималните температури варират между 14 °C и 20 °C.